# 福林堂
福林堂位于中华人民共和国云南省昆明市五华区光华街31号，是福林堂中药店的简称，店名取自“福泽杏林”一语。

## 特点
药店创建于清朝咸丰七年（1857年），是云南省现存最古老的药店。创办人李玉卿,祖籍湖北黄冈。初建时是只有一间铺面的“簸箕堂”，随后逐渐经营壮大，1920年建盖心楼房。
福林堂主体建筑占地面积200平方米，建筑面积500平方米，为中式三层土木结构楼房，由于地处两条街的交叉口（光华街和文明街），因地势地利，其样式为八面风转角楼。屋面为扇型单檐悬山，青瓦铺就，外立面为四开间，北向和西向各两间，中间转角处开门。檐下额枋雕刻精美，抱头梁带灯笼垂柱。整体建筑造型独特、具有鲜明的地域性和时代特色。
福林堂是云南和昆明地区传承中医药文化的杰出代表，见证了中国西南地区中医药的发展史。1994年被中华人民共和国贸易部命名为“中华老字号”。2003年公布为昆明市级文物保护单位。2013年公布为云南省级文物保护单位。2013年公布为全国重点文物保护单位。